# Džedkare
Džedkare Isesi, znan tudi po heleniziranem imenu Tanheres, je bil osmi in predzadnji faraon iz Pete egipčanske dinastije. Vladal je v Starem kraljestvu v poznem 25. in v prvi polovici 24. stoletja pr. n. št. Njegov predhodnik je bil Menkauhor Kaju, naslednik pa Unas. Sorodstvene vezi med njimi ostajajo nejasne. Pogosto se domneva, da je bil Unas Džedkarejev sin, ker je prenos oblati med njima potekel gladko. 
. 
Džedkare je domnevno vladal več kot 40 let in napovedal novo obdobje v zgodovini Starega kraljestva. Prekinil je tradicijo svojih predhodnikov, ki se je začela z Userkafom, in ni zgradil templja za boga sonca Raja, kar bi lahko pomenilo začetek vzpona boga Ozirisa v egipčanskem panteonu. Bolj pomembno je, da je opravil celovito reformo egipčanske  državne uprave in sistemiziral nazive državnih uradnikov. Reorganiziral je tudi pogrebne kulte svojih predhodnikov na abusirski nekropoli in njim pripadajoče duhovništvo.
Organiziral je rudarske odprave na Sinaj, ki naj bi ga oskrbele z bakrom in turkizom, v Nubijo po zlato in diorit in v Punt po kadilo. Ena od odprav si je hotela zagotoviti uspeh tako, da je faraona ustno pobóžila, kar je prvi znani primer takšne prakse. Med njegovo vladavino se je za Nubijo prvič dokumentirano uporabljen naziv Nub, ki pomeni zlato. Egipt je pod njegovo vladavino še naprej vzdrževal stalne trgovske stike z obalnimi mesti v Levantu in izpeljal nekaj kazenskih akcij v Kanaanu.  V grobnici enega od Džedkarejevih podanikov so odkrili enega od prvih opisov bitke oziroma obleganja. 
Džedkare je pokopan v piramidi Nefer Džedkare (Džedkare je popoln) v Sakari. S piramide so če v antiki pokradli njeno kamnito oblogo, zato je v zelo slabem stanju. Arheologi so med izkopavanji v 1940. letih  v pogrebni komori kljub tem odkrili njegovo mumijo. Raziskave mumije so pokazale, da je umrl v petdesetih letih starosti. Po smrti je postal predmet kulta, ki je trajal najmanj do konca Starega kraljestva. Zgleda, da so ga še posebej častili v Šesti dinastiji. Arheološki dokazi kažejo, da se je kult ohranil tudi v večjem delu Novega kraljestva (okoli 1550–1077 pr. n. št.). 
Džedkareja so se stari Egipčani spominjali tudi kot faraona vezirja Ptahhotepa, domnevnega avtorja Ptahhotepovih maksim, enega od najstarejših del filozofske književnosti.
Sodobna egiptologija ima o Džedkarejevih reformah negativno mnenje, ker je njegova politika decentralizacije uprave ustvarila fevdalni sistem, v katerem se je večina moči prenesla na visoko državno in provincijsko upravo. Nekateri egiptologi, med njimi Naguib Kanawati, trdijo, da so reforme zelo pripomogle k propadu egipčanske države v prvem vmesnem obdobju približno 200 let kasneje. Nigel Strudwick njegove zaključke zavrača in trdi, da niso staroegipčanski uradniki tudi s pomočjo Džedkarejevih reform nikoli zbrali dovolj moči, da bi lahko zrušili svojega vladarja.